# Касім Юрій Федорович
Юрій Федорович Касім (21 квітня 1919, Одеса — 25 січня 1984, Одеса, УРСР, СРСР) — український мовознавець, педагог.

## Біографія
Ю. Ф. Касім народився 21 квітня 1919 року в Одесі.
У 1942 році закінчив філологічний факультет Одеського державного університету.
З вересня 1942 року перебував у лавах Червоної Армії, воював у складі частин Воронезького, Південно-Західного, 3-го Українського фронтів. Учасник боїв під Сталінградом, Ростовом, Будапештом.
Після війни закінчив аспірантуру при кафедрі української мови Одеського державного університету.
У 1954 році захистив дисертацію «Вигуки української мови» і здобув науковий ступінь кандидата філологічних наук. Згодом присвоєно вчене звання доцента.
З 1949 року до кінця життя працював в Одеському державному університеті імені І. І. Мечникова старшим викладачем, доцентом кафедри української мови.
В 1954—1958 роках був завідувачем кафедри української мови Одеського державного педагогічного інституту імені К. Д. Ушинського, виконував обов'язки декана мовно-літературного факультету.
Помер 25 січня 1984 року в Одесі.

## Наукова діяльність
Як науковець вивчав структури складнопідрядних речень різного типу у пам'ятках української мови, розробляв проблему мовних засобів комічного у творах українських радянських письменників, аналізував індивідуальні новотвори і взагалі словотворчі засоби, фразеологію сатириків та гумористів. Був одним з укладачів «Інверсійного словника української мови».
Є автором 63 наукових праць.

#### Праці
- Вигуки як слова, що супроводять речення/Ю. Ф. Касім. // Наукові записки Одеського державного  педагогічного інституту. — 1957. –  Т. XVIII. Випуск філологічний. — С. 49 — 62.
- Часові підрядні речення в «Книгах третіх міських Пирятинських» кінця XVII — XVIII ст"/ Ю. Ф. Касім.//Наукові записки Одеського державного  педагогічного інституту. — 1960. –  Т. XXV. Кафедра української мови і літератури. — С. 109—132.
- Означальні підрядні речення в «Книгах третіх міських Пирятинських» кінця XVII — початку XVIII ст. / Ю. Ф. Касім. // Праці Одеського державного університету. — 1962. — Т. 152. — Вип. 15. Серія філологічних наук. — С. 156—168.
- Індивідуальні новотвори сатириків та гумористів і закономірності українського словотвору/ Ю. Ф. Касім. // Питання словотвору східнослов'янських мов: Матеріали міжвузівської республіканської конференції. — К.: Наукова думка, 1969. — С. 158—159.
- Про деякі специфічні способи утворення оказіоналізмів в українській радянській гумористиці / Ю. Ф. Касім. // Українське мовознавство. — 1973. — № 1. — С. 88 — 93.
- Словотворчі особливості прізвищ персонажів у творах українських радянських сатириків і гумористів/ Ю. Ф. Касім. // Питання сучасної ономастики. — К.: Наукова думка, 1976. — С. 163—166.

## Нагороди
- Орден Червоної Зірки.
- Медаль «За відвагу».

## Увічнення пам'яті
- Ім'ям дослідника в місті Одеса названо провулок в історичному мікрорайоні «Слобідка».